# Усадьба Вяхиревых
Усадьба Вяхиревых (Усадьба Н. Г. Щепетовой) — архитектурный ансамбль в историческом центре Нижнего Новгорода. Главный дом и флигели усадебного комплекса построены в 1838—1849 годах. Автор проекта — первый городской архитектор Нижнего Новгорода Г. И. Кизеветтер.
Ансамбль состоит из пяти строений по адресу Черниговская улица, 12: главного дома, двух флигелей и двух проездных кирпичных арочных ворот. Исторические здания сегодня — объекты культурного наследия Российской Федерации.

## История
Исторические данные об ансамбле спорны. В официальных документах объект значится как «Усадьба Вяхиревых». Ю. Н. Бубнов в книге «Архитектура Нижнего Новгорода середины XIX — начала XX века» относил усадьбу к собственности Щепетовых. Н. Ф. Филатов также писал, что усадьба принадлежала Щепетовым. По данным краеведа, в начале 1830-х годов коллежский асессор Лука Николаевич Щепетов имел в Нижнем Новгороде три дома, в том числе в Благовещенской слободе. Однако дом выгорел при пожаре 1835 года, после чего жена Щепетова, Наталья Григорьевна, обратилась к Г. И. Кизеветтеру с просьбой разработать план-фасады каменного дома с оградой и службами. Проект был одобрен Нижегородским Строительным комитетом 14 апреля 1838 года и отправлен в столицу, где высочайше утверждён 30 апреля 1838 года.
К исходу 1838 года сообщалось, что дом Щепетовой «начат постройково, но не совершенно окончен». В следующем году продолжилась отделка фасада. В 1840 году она была завершена. Тогда же началось строительство двухэтажного каменного флигеля с арочным въездом во двор. После смерти матери, владельцем стал Николай Лукич Щепетов, в 1849 году проведший его ремонт и выстроивший в пару к существующему левый двухэтажный флигель.
В поздних исследованиях, основанных на документах в фондах ЦАНО, утверждалось, что Щепетовым действительно принадлежал дом в Благовещенской слободе, однако в соответствии с планом, дом находился на месте современной развязки Канавинского моста и таким образом, сегодня он не существует. По мнению экспертов, путаница могла возникнуть вследствие сходства проектов домов.
В настоящее время усадьба находится в аварийном состоянии.

## Архитектура
По итогам согласования проекта в столице, Кизеветтеру предписывалось вместо высокого аттика с вазонами над кровлей поднять пониженный аттик с лепным обильным убранством. В первом этаже проектировались высокие с циркулярными верхами окна и три входа в лавки. Фасад разбивался горизонтальными бороздками дощатого руста. Чуть меньшими по ширине, но такого же рисунка окна проектировались на втором этаже. Над простого рисунка окнами третьего этажа пропускался лепной фриз. В процессе строительства в проект были внесены изменения: дом возвели в девять окон по главному фасаду (вместо семи), высокие проёмы с циркулярными верхами на первом этаже заменили прямоугольными окнами, как и на втором, где тимпаны заполнили орнаментальной лепниной.
Стилистически здание относится к ранней академической эклектике. Проект разрабатывал представитель классицизма Кизеветтер, однако в нём уже просматривались признаки зарождавшегося тогда нового стиля, в частности равнозначность приёмов различных архитектурных стилей: вся плоскость фасада заполнена разнообразными деталями, при этом отсутствуют свойственные классицизму центральный портик, ризалит или другие элементы, композиционно ограничивающие протяжённость здания.